# Zabrodî, Ratne
Zabrodî (în ucraineană Заброди) este localitatea de reședință a comunei Zabrodî din raionul Ratne, regiunea Volînia, Ucraina.

## Demografie
Componența lingvistică a localității Zabrodî
     Ucraineană (99,53%)
     Alte limbi (0,47%)
Conform recensământului din 2001, majoritatea populației localității Zabrodî era vorbitoare de ucraineană (99,53%), existând în minoritate și vorbitori de alte limbi.